# Unie van Marokkaanse Moskeeorganisaties in Nederland
De Unie van Marokkaanse Moskeeorganisaties in Nederland (UMMON) is een koepelorganisatie van Marokkaanse moskeeën in Nederland. De vereniging is officieel in 1982 opgericht.
Marokkaanse moskeeën willen traditioneel hun onafhankelijkheid bewaren en werken eerder direct onderling samen. Koepelorganisaties spelen hierdoor een minder belangrijke rol dan bij de Turkse en Surinaamse moslims. De UMMON is dan ook een vrij los verband en kent geen officieel lidmaatschap.
In 2006 waren er ongeveer 150 Marokkaanse moskeeën in Nederland. De UMMON zegt circa 90 moskeeën te vertegenwoordigen, de Unie van Marokkaanse Moskeeën in Amsterdam e.o. (UMMAO) 20 moskeeën.
Mohamed Rabbae, toen directeur van het Nederlands Centrum Buitenlanders (NCB), publiceerde in 1993 een boek waarin de UMMON, fel werd aangevallen als een mantelorganisatie van de Marokkaanse overheid. De UMMON werd mede op grond van (vaak anonieme) getuigenverklaringen ervan beschuldigd dat zij een verlengstuk is van de Marokkaanse overheid en dat zij Marokkanen in Nederland intimideert en bespioneert.
Over hoe groot de invloed van de Marokkaanse overheid op Marokkaanse moskeeën was in Nederland blijven de meningen verdeeld. De UMMON heeft altijd ontkend een verlengstuk van de Marokkaanse overheid te zijn. De politieke situatie in Marokko is sinds de jaren 90 sterk veranderd, waardoor het conflict tussen de koningsgezinde en onafhankelijke moskeeën in Nederland ook minder belangrijk is geworden.
De UMMON heeft deelgenomen aan een aantal samenwerkingsverbanden. Het Islamitisch Landelijk Comité (ILC) in 1989 en de Islamitische Raad Nederland (IRN) in 1992. Maar telkens werden deze organisaties niet door de overheid erkend als officiële gesprekspartner namens de moslims in Nederland. De overheid zocht steeds naar een meer representatief platform.
Uiteindelijk werd het mede door UMMON in 2004 opgerichte Contactorgaan Moslims en Overheid (CMO) wel als officiële gesprekspartner erkend door overheid, nadat uit een representativiteitsonderzoek uitgevoerd door KPMG bleek dat het CMO een achterban had van ongeveer 500.000 mensen en 369 moskeeën. Het CMO voert regelmatig overleg met de Minister van Vreemdelingenzaken en Integratie over actuele kwesties die relevant zijn voor de Nederlandse moslimgemeenschap.